# Іст (Задар)
Іст (хорв. Ist) — населений пункт у Хорватії, у Задарській жупанії у складі міста Задар.

## Населення
Населення за даними перепису 2011 року становило 182 осіб.
Динаміка чисельності населення поселення:

## Клімат
Середня річна температура становить 15,66 °C, середня максимальна – 26,59 °C, а середня мінімальна – 3,92 °C. Середня річна кількість опадів – 864 мм.
| Клімат поселення                              | Клімат поселення | Клімат поселення | Клімат поселення | Клімат поселення | Клімат поселення | Клімат поселення | Клімат поселення | Клімат поселення | Клімат поселення | Клімат поселення | Клімат поселення | Клімат поселення | Клімат поселення |
| Показник                                      | Січ.             | Лют.             | Бер.             | Квіт.            | Трав.            | Черв.            | Лип.             | Серп.            | Вер.             | Жовт.            | Лист.            | Груд.            |                  |
| Середній максимум, °C                         | 12,27            | 12,12            | 13,99            | 17,07            | 22,27            | 26,48            | 26,59            | 26,39            | 21,92            | 18,65            | 14,64            | 11,42            |                  |
| Середня температура, °C                       | 8,17             | 8,03             | 9,90             | 12,98            | 18,17            | 22,38            | 24,72            | 24,49            | 20,03            | 16,76            | 12,76            | 9,52             |                  |
| Середній мінімум, °C                          | 4,08             | 3,92             | 5,82             | 8,88             | 14,08            | 18,30            | 22,83            | 22,62            | 18,15            | 14,88            | 10,86            | 7,64             |                  |
| Норма опадів, мм                              | 73               | 61               | 61               | 64               | 59               | 57               | 31               | 52               | 98               | 108              | 108              | 92               |                  |
| Середньомісячна швидкість вітру, м/с          | 3.03             | 3.18             | 3.30             | 3.12             | 2.74             | 2.59             | 2.58             | 2.49             | 2.68             | 2.88             | 3.44             | 3.29             |                  |
| Середньомісячна сонячна радіація, кДж/м²·день | 4863             | 7712             | 11376            | 16204            | 20757            | 22639            | 24450            | 21141            | 15355            | 9862             | 5344             | 4130             |                  |
| --------------------------------------------- | ---------------- | ---------------- | ---------------- | ---------------- | ---------------- | ---------------- | ---------------- | ---------------- | ---------------- | ---------------- | ---------------- | ---------------- | ---------------- |
| Джерело:                                      |                  |                  |                  |                  |                  |                  |                  |                  |                  |                  |                  |                  |                  |